# Crazy Taxi
Crazy Taxi je závodní arkáda z roku 1999. Tuto hru vydalo studio AM2 a distribuovala Sega Europe. Původně šlo o hru pro hrací automaty, v roce 2000 však byla portována na Dreamcast. Později vyšly portace pro iOS, PlayStation 2, GameCube, Xbox 360 a Windows. Hra je též dostupná přes PlayStation Network, Xbox Live Arcade a OnLive.
Hra se odehrává v malém městečku s hustou dopravní sítí a dosti čilým provozem. Ve hře jde o to najít nejvýhodnějšího zákazníka a odvézt ho na určené místo. Na výběr má hráč ze čtyř řidičů, a to Jeane, Axela, B.D. Joea a Guse. Ve hře je hlavním cílem dosažení co nejlepšího výdělku s co nejméně nehodami. Hráč dostává bonusem dolary za kaskadérské kousky jako skoky z patrového parkoviště nebo z různých teras. Mapa města je celkem rozsáhlá. Ve hře však není ani policie, ani žádný jiný zástupce zákona.